# Liste der Bürgermeister von Volkach

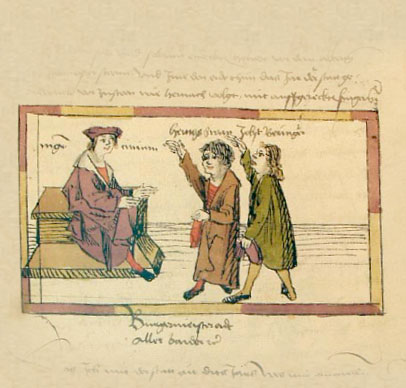
Der Bürgermeistereid, Miniatur aus dem Volkacher Salbuch von 1504

Die Liste der Bürgermeister von Volkach versammelt die Ersten Bürgermeister der Stadt Volkach im Landkreis Kitzingen in Unterfranken. Erstmals sind die Namen der Stadtvorsteher im Jahr 1403 überliefert, wobei bereits im Jahr 1395 ein Bürgermeister existiert haben muss.

## Mittelalter (1403 bis 1500)

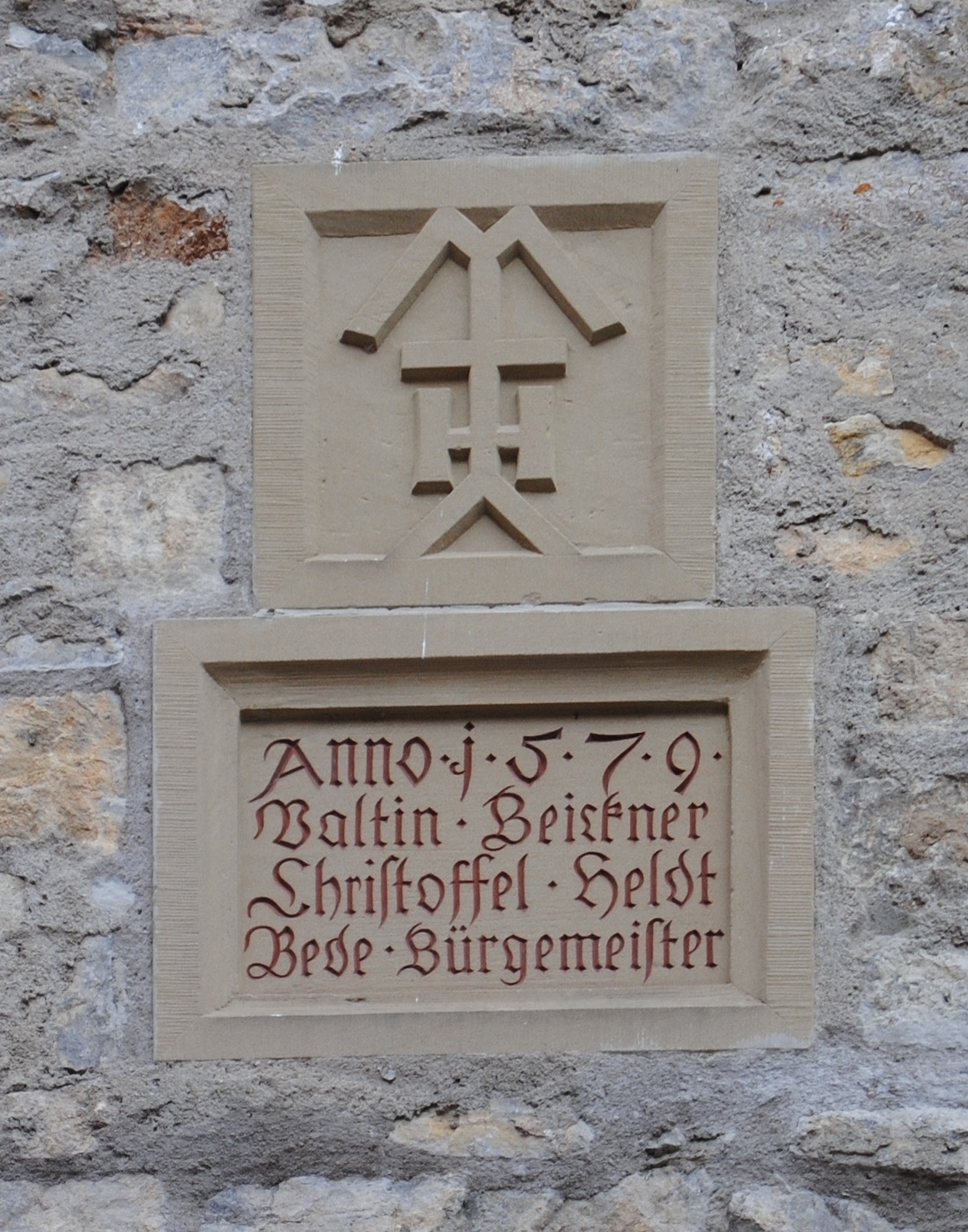
Inschrift von 1579 der Bürgermeister Valentin Geickner und Christoph Helt am Unteren Tor in Volkach

Die Formulierung „Bürgermeister und Rat“ tauchte in Volkach erstmals im Jahr 1395 auf. Zuvor waren lediglich die Schultheißen und die gesamte Stadtbürgerschaft in den Quellen erwähnt worden. Der ersten Nennung folgte im Jahr 1402 eine weitere bei der „Burgmistri et Consulatus oppidi Volkkach“ (lat. Bürgermeister und Rat der Stadt Volkach) auftauchen. Ab 1403 wurden die Bürgermeister der Stadt auch namentlich erfasst. Die Ämter wurden zwischen einem Ober- und einem Unterbürgermeister aufgeteilt.
Im Mittelalter hatte sich eine einjährige Amtszeit des Stadtvorstehers eingebürgert. Mehrere Amtszeiten der gleichen Personen waren jedoch die Regel, sodass zum Beispiel Hans Dichter insgesamt fünfmal das Bürgermeisteramt bekleidete. Die Bürgermeister rekrutierten sich hauptsächlich aus den wohlhabenden Ackerbürgern der Stadt und Lehensleuten der sie umgebenden Territorien. Auch ausgediente Stadtschultheißen finden sich hier, sodass sich bis ins 15. Jahrhundert die Bezeichnung „Stadtschultheiß, Bürgermeister, Rat und Bürger der Stadt und Vorstädte Volkach“ etabliert.
| Amtszeit | Name                 | Anmerkungen                                                         |
| -------- | -------------------- | ------------------------------------------------------------------- |
| 1403     | Götz Seybrecht       | zusammen mit Unterbürgermeister Hans Schubert                       |
| 1454     | Hans Hüfner          | zusammen mit Unterbürgermeister Hans Pfaff                          |
| 1457     | Hans Geickner        |                                                                     |
| 1467     | Konrad Hoffmann      |                                                                     |
| 1471     | Barthelmes Ausundein |                                                                     |
| 1474     | Konrad Hilpurghausen | Erste Amtszeit, zusammen mit Unterbürgermeister Hans Schmid         |
| 1476     | Karl Roß             |                                                                     |
| 1477     | Veit Poppenlauer     |                                                                     |
| 1478     | Hans Dichter         | Erste Amtszeit                                                      |
| 1479     | Konrad Hilpurghausen | Zweite Amtszeit                                                     |
| 1480     | Hans Schmid          | 1474 Unterbürgermeister, zusammen mit Unterbürgermeister Klaus Beck |
| 1481     | Konrad Hilpurghausen | Dritte Amtszeit                                                     |
| 1482     | Klaus Beck           | 1480 Unterbürgermeister                                             |
| 1483     | Hans Dichter         | Zweite Amtszeit                                                     |
| 1484     | Georg Danckes        | zusammen mit Unterbürgermeister Georg Geickner                      |
| 1485     | Hermann Decker       |                                                                     |
| 1486     | Georg Geickner       | Erste Amtszeit, 1484 Unterbürgermeister                             |
| 1487     | Hans Dichter         | Dritte Amtszeit                                                     |
| 1491     | Johann Büttner       | Erste Amtszeit                                                      |
| 1492     | Hans Dichter         | Vierte Amtszeit                                                     |
| 1493     | Johann Büttner       | Zweite Amtszeit, zusammen mit Unterbürgermeister Georg Geickner     |
| 1497     | Johann Büttner       | Dritte Amtszeit, zusammen mit Unterbürgermeister Georg Geickner     |
| 1498     | Hans Jeth            | zusammen mit Unterbürgermeister Klaus Haym                          |
| 1500     | Hans Roleder         |                                                                     |

## Frühe Neuzeit (1504 bis 1725)

### Die Bürgermeister 1504 bis 1677
Die Frühe Neuzeit wurde in Volkach durch das Erscheinen des sogenannten Volkacher Salbuchs des Niklas Brobst von Effelt im Jahr 1504 eingeläutet. Hierin wird auch die Stadtordnung von 1484 aufgezeichnet, die die Umstände der Bürgermeisterwahl genauer umreißt. Weiterhin war die Wahl im Jahresrhythmus vorgesehen, ein Bürgermeister sollte dem inneren Zwölferrat der Stadt entstammen, während der andere aus dem äußeren Stadtrat kommen sollte. Sie mussten einen Bürgermeistereid vor ihren Amtsvorgängern ablegen und wurden neben Naturalien auch mit vier Gulden jährlich entlohnt.
| Amtszeit  | Name                       | Anmerkungen                                                                                      |
| --------- | -------------------------- | ------------------------------------------------------------------------------------------------ |
| 1504      | Georg Geickner             | Zweite Amtszeit                                                                                  |
| 1505      | Heinrich Schwan            | Erste Amtszeit, zusammen mit Unterbürgermeister Jobst Beringer                                   |
| 1506      | Heinrich Schwan            | Zweite Amtszeit, zusammen mit Unterbürgermeister Hans ?                                          |
| 1509      | Klaus Weigant              |                                                                                                  |
| 1510      | Georg Danckes              | zusammen mit Unterbürgermeister Gabriel Kerner                                                   |
| 1511      | Hans Dichter               | Fünfte Amtszeit                                                                                  |
| 1517      | Heinrich Schwan            | Dritte Amtszeit                                                                                  |
| 1520      | Hans Geickner              |                                                                                                  |
| 1521      | Jakob Betschwaner          | zusammen mit Unterbürgermeister Peter Schmachtenberger                                           |
| 1529      | Kunz Ulrich                | Erste Amtszeit, zusammen mit Unterbürgermeister Philipp Gans                                     |
| 1531      | Georg Schwan               | Erste Amtszeit, zusammen mit Unterbürgermeister Hans Pilling                                     |
| 1538      | Hans Otten                 | zusammen mit Unterbürgermeister Kaspar Reffler                                                   |
| 1545      | Kunz Ulrich                | Zweite Amtszeit, zusammen mit Unterbürgermeister Hans Zirkel                                     |
| 1557      | Hans Klüglein              | zusammen mit Unterbürgermeister Hans Poppenlauer                                                 |
| 1559      | Georg Schwan               | Zweite Amtszeit, zusammen mit Unterbürgermeister Kaspar Geickner                                 |
| 1560      | Kaspar Reffler             | 1538 Unterbürgermeister, zusammen mit Unterbürgermeister Georg Schwan                            |
| 1562      | Valentin Geickner          | Erste Amtszeit, zusammen mit Unterbürgermeister Georg Schwan                                     |
| 1566      | Lienhard Kriger            | zusammen mit Unterbürgermeister Kaspar Kriger                                                    |
| 1567      | Hans Koberstein            | zusammen mit Unterbürgermeister Klaus Schmachtenberger                                           |
| 1568      | Georg Schwan               | Dritte Amtszeit                                                                                  |
| 1570      | Klaus Jeger                |                                                                                                  |
| 1577      | Georg Schwan               | Vierte Amtszeit, zusammen mit Unterbürgermeister Christoph Helt                                  |
| 1579      | Valentin Geickner          | Zweite Amtszeit, zusammen mit Unterbürgermeister Christoph Helt                                  |
| 1580      | Klaus Gans                 |                                                                                                  |
| 1588      | Konrad Bertold             | zusammen mit Unterbürgermeister Hans Lienhard                                                    |
| 1590–1591 | Peter Eck                  | Erste Amtszeit, zusammen mit Unterbürgermeister Klaus Schmachtenberger                           |
| 1592      | Hans Koberstein            | Zweite Amtszeit, zusammen mit Unterbürgermeister Georg Wagner                                    |
| 1593      | Lienhard Ott               | Erste Amtszeit, zusammen mit Unterbürgermeister Klaus Schmachtenberger                           |
| 1594      | Hans Knöring               | zusammen mit Unterbürgermeister Michael Henfling                                                 |
| 1595      | Edmund Berthold            | zusammen mit Unterbürgermeister Georg Schwan                                                     |
| 1596      | Valentin Rönert            | zusammen mit Unterbürgermeister Georg Wagner                                                     |
| 1598      | Peter Eck                  | Zweite Amtszeit, zusammen mit Unterbürgermeister Klaus Weckenfelder                              |
| 1599      | Konrad Berthold            | zusammen mit Unterbürgermeister Lorenz Kötzner                                                   |
| 1600      | Lienhard Ott               | Zweite Amtszeit, zusammen mit Unterbürgermeister Michael Glock                                   |
| 1601      | Hans Koberstein            | Erste Amtszeit, zusammen mit Unterbürgermeister Hans Buckel                                      |
| 1602      | Michael Glock              | Erste Amtszeit, 1600 Unterbürgermeister, zusammen mit Unterbürgermeister Endres Hofmann          |
| 1603      | Klaus Weschenfelder        | zusammen mit Unterbürgermeister Georg Behm                                                       |
| 1604      | Klaus Schmachtenberger     | Erste Amtszeit, 1567 und 1593 Unterbürgermeister, zusammen mit Unterbürgermeister Lorenz Kötzner |
| 1605      | Hans Koberstein            | Zweite Amtszeit, zusammen mit Unterbürgermeister Hans Schwan                                     |
| 1606      | Hans Knöringer             | zusammen mit Unterbürgermeister Georg Krönlein                                                   |
| 1608      | Klaus Weckenfelder         | zusammen mit Unterbürgermeister Georg Behm                                                       |
| 1609      | Klaus Schmachtenberger     | Zweite Amtszeit, zusammen mit Unterbürgermeister Klaus Hofmann                                   |
| 1610      | Michael Glock              | Zweite Amtszeit, zusammen mit Unterbürgermeister Georg Behm                                      |
| 1611      | Hans Koberstein            | Dritte Amtszeit, zusammen mit Unterbürgermeister Hans Eck                                        |
| 1613      | Johann Arnold              | zusammen mit Unterbürgermeister Klaus Hofmann                                                    |
| 1614      | Hans Koberstein            | Dritte Amtszeit, zusammen mit Jackob Ott                                                         |
| 1620      | Valentin Egerer            |                                                                                                  |
| 1623      | Johann Behm                |                                                                                                  |
| 1624      | Sebastian Schmachtenberger | zusammen mit Unterbürgermeister Balthasar Müller                                                 |
| 1631–1632 | Lorenz Brauser             |                                                                                                  |
| 1633      | Max Striegler              | zusammen mit Unterbürgermeister Johann Pfriem                                                    |
| 1635      | Max Striegler              |                                                                                                  |
| 1636      | Sebastian Hartmann         | zusammen mit Unterbürgermeister Wolfgang Erbich                                                  |
| 1637      | Michael Gans               | Erste Amtszeit, zusammen mit Unterbürgermeister Endres Wucher                                    |
| 1643–1644 | Christian Queller          | Erste Amtszeit, zusammen mit Unterbürgermeister Johann Schwan                                    |
| 1645      | Johann Engerer             | Erste Amtszeit, zusammen mit Unterbürgermeister Georg Schwan                                     |
| 1647      | Johann Pfriem              | 1633 Unterbürgermeister, zusammen mit Unterbürgermeister Johann Brandt                           |
| 1648      | Michael Gans               | Zweite Amtszeit, zusammen mit Unterbürgermeister Kaspar Passing                                  |
| 1649      | Christian Queller          | Zweite Amtszeit, zusammen mit Unterbürgermeister Johann Pfister                                  |
| 1650      | Johann Knorr               | Erste Amtszeit                                                                                   |
| 1652      | Johann Engerer             | Zweite Amtszeit, zusammen mit Unterbürgermeister Jakob Pfriem                                    |
| 1654      | Johann Knorr               | Zweite Amtszeit                                                                                  |
| 1665      | Johann Brandt              | 1647 Unterbürgermeister                                                                          |
| 1666      | Johann Rönert              | zusammen mit Unterbürgermeister Georg Roth                                                       |
| 1669      | Jakob Pfriem               | Erste Amtszeit, 1652 Unterbürgermeister, zusammen mit Unterbürgermeister Jakob Degen             |
| 1671      | Johann Balbus              | zusammen mit Unterbürgermeister Johann Schimel                                                   |
| 1673–1674 | Jakob Pfriem               | Zweite Amtszeit, zusammen mit Unterbürgermeister Franz Rath                                      |
| 1675      | Adam Sebastian Degen       | Erste Amtszeit, zusammen mit Unterbürgermeister Johann Erbig                                     |

### Die Bürgermeister 1677 bis 1725
Ab dem Jahr 1677 setzte sich bei der Bürgermeisterwahl eine längere Amtszeit durch, die jedoch zumeist nur zwei Jahre beinhaltete. Zugleich übernahmen mehr und mehr Mitglieder der reichen Weinhändlerfamilien den Posten des Bürgermeisters.
| Amtszeit  | Name                        | Anmerkungen |
| --------- | --------------------------- | --- |
| 1677–1678 | Adam Schelf                 | Erste Amtszeit, zusammen mit Unterbürgermeister Endres Gerner |
| 1679–1680 | Adam Sebastian Degen        | Zweite Amtszeit, zusammen mit Unterbürgermeister Johann Georg Egerer |
| 1681–1682 | Adam Schelf                 | Zweite Amtszeit, zusammen mit Unterbürgermeister Johann Valentin Weidenbusch |
| 1683–1684 | Adam Sebastian Degen        | Dritte Amtszeit, zusammen mit Unterbürgermeister Johann Michael Balbus |
| 1685–1688 | Franz Rath                  | bis 1687 zusammen mit Unterbürgermeister Jacob Otheimer, ab 1688 zusammen mit Georg Hartmann |
| 1689–1690 | Johann Valentin Weidenbusch | Erste Amtszeit, 1681–1682 Unterbürgermeister, zusammen mit Unterbürgermeister Jacob Otheimer |
| 1691–1696 | Johann Albert Weber         | Erste Amtszeit, bis 1694 zusammen mit Unterbürgermeister Johann Michael Balbus, ab 1695 zusammen mit Johann Jakob Otheimer                                                                             |
| 1697–1698 | Johann Jakob Otheimer       | 1689–1690 und 1695–1696 Unterbürgermeister, zusammen mit Unterbürgermeister Johann Schweitzer |
| 1699–1700 | Johann Valentin Weidenbusch | Zweite Amtszeit, zusammen mit Unterbürgermeister Hermann Postmeister |
| 1701–1708 | Johann Albert Weber         | Zweite Amtszeit, bis 1702 zusammen mit Unterbürgermeister Johann Georg Apfelbacher, ab 1703 zusammen mit Johann Schneider, ab 1707 zusammen mit Albert Pfister                                         |
| 1709–1712 | Hermann Postmeister         | 1699–1700 Unterbürgermeister, zusammen mit Unterbürgermeister Joseph Ortwein Schelf |
| 1713–1718 | Johann Georg Apfelbacher    | 1701–1702 Unterbürgermeister, zusammen mit Unterbürgermeister Franz Pfister |
| 1719–1725 | Johann Christoph Balbus     | Erste Amtszeit, bis 1720 zusammen mit Unterbürgermeister Sebastian Marold, ab 1721 zusammen mit Johann Michael Österreicher, ab 1723 zusammen mit Johann Groß, bis 1725 zusammen mit Georg Adam Schelf |

## Neuzeit (1725 bis heute)

### Die Bürgermeister 1725 bis 1816
Der allmähliche Übergang zur Neuzeit änderte in Volkach nicht viel an den tradierten Regeln der Bürgermeisterwahl. Immer noch repräsentierten zwei Vorsteher die Stadt, wobei der Oberbürgermeister für die städtischen Liegenschaften, die Verwahrung von Stadtsiegel und Stadtschlüssel und die Verwaltung verantwortlich war. Der Unterbürgermeister war zugleich Baumeister Volkachs.
| Amtszeit  | Name                        | Anmerkungen |
| --------- | --------------------------- | --- |
| 1726–1729 | Johann Matthäus Weinbach    | Erste Amtszeit, zusammen mit Unterbürgermeister Johann Michael Breunig                                                                                        |
| 1730–1732 | Johann Franz Pfister        | bis 1731 zusammen mit Unterbürgermeister Johann Plettner, ab 1732 zusammen mit Johann Leonhard Carol                                                          |
| 1733–1734 | Johann Michael Österreicher | Erste Amtszeit, 1721–1722 Unterbürgermeister, zusammen mit Unterbürgermeister Johann Leonhard Carol                                                           |
| 1735–1736 | Johann Matthäus Weinbach    | Zweite Amtszeit, zusammen mit Unterbürgermeister Johann Sebastian Schmitt                                                                                     |
| 1737–1738 | Johann Christoph Balbus     | Zweite Amtszeit, zusammen mit Unterbürgermeister Johann Josef Erbig                                                                                           |
| 1739–1740 | Johann Michael Österreicher | Zweite Amtszeit, zusammen mit Unterbürgermeister Johann Michael Breunig                                                                                       |
| 1741–1742 | Johann Georg Adam Schelf    | zusammen mit Unterbürgermeister Johann Adam Reinhard |
| 1743      | Johann Christoph Balbus     | Dritte Amtszeit, zusammen mit Unterbürgermeister Johann Sebastian Schmitt                                                                                     |
| 1744      | Johann Michael Österreicher | Dritte Amtszeit, zusammen mit Unterbürgermeister Johann Sebastian Schmitt                                                                                     |
| 1745–1746 | Johann Michael Breunig      | 1726–1729 und 1739–1740 Unterbürgermeister, Johann Jakob Pörtlein                                                                                             |
| 1747–1748 | Johann Michael Österreicher | Vierte Amtszeit, zusammen mit Unterbürgermeister Johann Michael Sorg                                                                                          |
| 1749–1750 | Johann Sebastian Schmitt    | 1743 Unterbürgermeister, zusammen mit Unterbürgermeister Georg Ludwig Wolfrum                                                                                 |
| 1751–1752 | Johann Josef Erbig          | 1737–1738 Unterbürgermeister, zusammen mit Unterbürgermeister Joseph Ortwein Breunig                                                                          |
| 1753–1756 | Georg Ludwig Wolfrum        | Erste Amtszeit, 1749–1750 Unterbürgermeister, bis 1754 zusammen mit Unterbürgermeister Josef Melchior Meisner, ab 1755 zusammen mit Michael Krämer            |
| 1757–1758 | Joseph Ortwein Breunig      | 1751–1752 Unterbürgermeister, zusammen mit Unterbürgermeister Johann Adam Breunig                                                                             |
| 1759–1760 | Josef Melchior Meisner      | 1753–1754 Unterbürgermeister, zusammen mit Unterbürgermeister Johann Michael Meisner                                                                          |
| 1761–1762 | Georg Ludwig Wolfrum        | Zweite Amtszeit, zusammen mit Unterbürgermeister Melchior Joseph Winterstein                                                                                  |
| 1763–1764 | Johann Adam Breunig         | Erste Amtszeit, 1757–1758 Unterbürgermeister, zusammen mit Unterbürgermeister Johann Baptist Biringer                                                         |
| 1765–1766 | Johann Melchior Meisner     | Erste Amtszeit, 1759–1760 Unterbürgermeister, zusammen mit Unterbürgermeister Johann Sebastian Demling                                                        |
| 1767–1768 | Georg Ludwig Wolfrum        | Dritte Amtszeit, zusammen mit Unterbürgermeister Johann Sebastian Demling                                                                                     |
| 1769–1772 | Johann Adam Breunig         | Zweite Amtszeit, bis 1770 zusammen mit Unterbürgermeister Eugen Alexander Carol, ab 1771 zusammen mit Georg Michael Degen                                     |
| 1773–1776 | Johann Melchior Meisner     | Zweite Amtszeit, bis 1774 zusammen mit Unterbürgermeister Georg Adam Schneider, ab 1775 zusammen mit Johann Michael Krämer                                    |
| 1777–1778 | Georg Ludwig Wolfrum        | Vierte Amtszeit, zusammen mit Unterbürgermeister Lorenz Martin Erbig                                                                                          |
| 1779–1782 | Georg Michael Degen         | 1771–1772 Unterbürgermeister, bis 1780 zusammen mit Unterbürgermeister Franz Nikolaus Löhlein, ab 1781 zusammen mit Nikolaus Joseph Meisner                   |
| 1783–1785 | Johann Adam Breunig         | Dritte Amtszeit, zusammen mit Unterbürgermeister Joseph Ortwein Schmit                                                                                        |
| 1786–1787 | Georg Adam Schneider        | 1773–1774 Unterbürgermeister, zusammen mit Unterbürgermeister Johann Michael Lermann                                                                          |
| 1788–1791 | Nikolaus Joseph Meisner     | Erste Amtszeit, 1781–1782 Unterbürgermeister, bis 1789 zusammen mit Unterbürgermeister Johann Philipp Jäcklein, ab 1790 zusammen mit Johann Michael Jeßberger |
| 1792–1793 | Franz Nikolaus Löhlein      | Erste Amtszeit, 1779–1780 Unterbürgermeister, zusammen mit Unterbürgermeister Ludwig Meisner                                                                  |
| 1794      | Johann Michael Lermann      | 1786–1787 Unterbürgermeister, zusammen mit Unterbürgermeister Andreas Thaddäus Friderich                                                                      |
| 1795–1797 | Joseph Ortwein Schmitt      | 1783–1785 Unterbürgermeister, bis 1795 zusammen mit Unterbürgermeister Andreas Thaddäus Friderich, ab 1796 zusammen mit Martin Joseph Schwenk                 |
| 1798–1799 | Philipp Jäcklein            | zusammen mit Unterbürgermeister Johann Heilmann |
| 1800–1801 | Franz Nikolaus Löhlein      | Zweite Amtszeit, zusammen mit Unterbürgermeister Nikolaus Ullrich                                                                                             |
| 1802–1803 | Nikolaus Joseph Meisner     | Zweite Amtszeit, zusammen mit Unterbürgermeister Andreas Schmitt                                                                                              |
| 1804–1805 | Ludwig Meisner              | zusammen mit Unterbürgermeister Martin Joseph Schwenk |
| 1806–1811 | Martin Joseph Schwenk       | bis 1806 zusammen mit Unterbürgermeister Johann Wendelin Vogt, ab 1807 zusammen mit Heinrich Treppner, ab 1811 zusammen mit Norbert Sauer                     |
| 1812–1815 | Johann Heilmann             | 1798–1799 Unterbürgermeister, zusammen mit Norbert Sauer |

### Die Bürgermeister 1816 bis heute
Mit dem Übergang an das Königreich Bayern wurde die Amtsteilung in Ober- und Unterbürgermeister abgeschafft. Fortan wurden auch die Amtszeiten der Bürgermeister länger. Daneben überlieferte man auch meist die genauen Amtszeiten. Ab der Nachkriegszeit wurde auch die Parteizugehörigkeit der Vorsteher wichtiger. In Volkach rekrutierten sich die Bürgermeister meist aus der Freien Wähler Gemeinschaft Bayern (FWG).

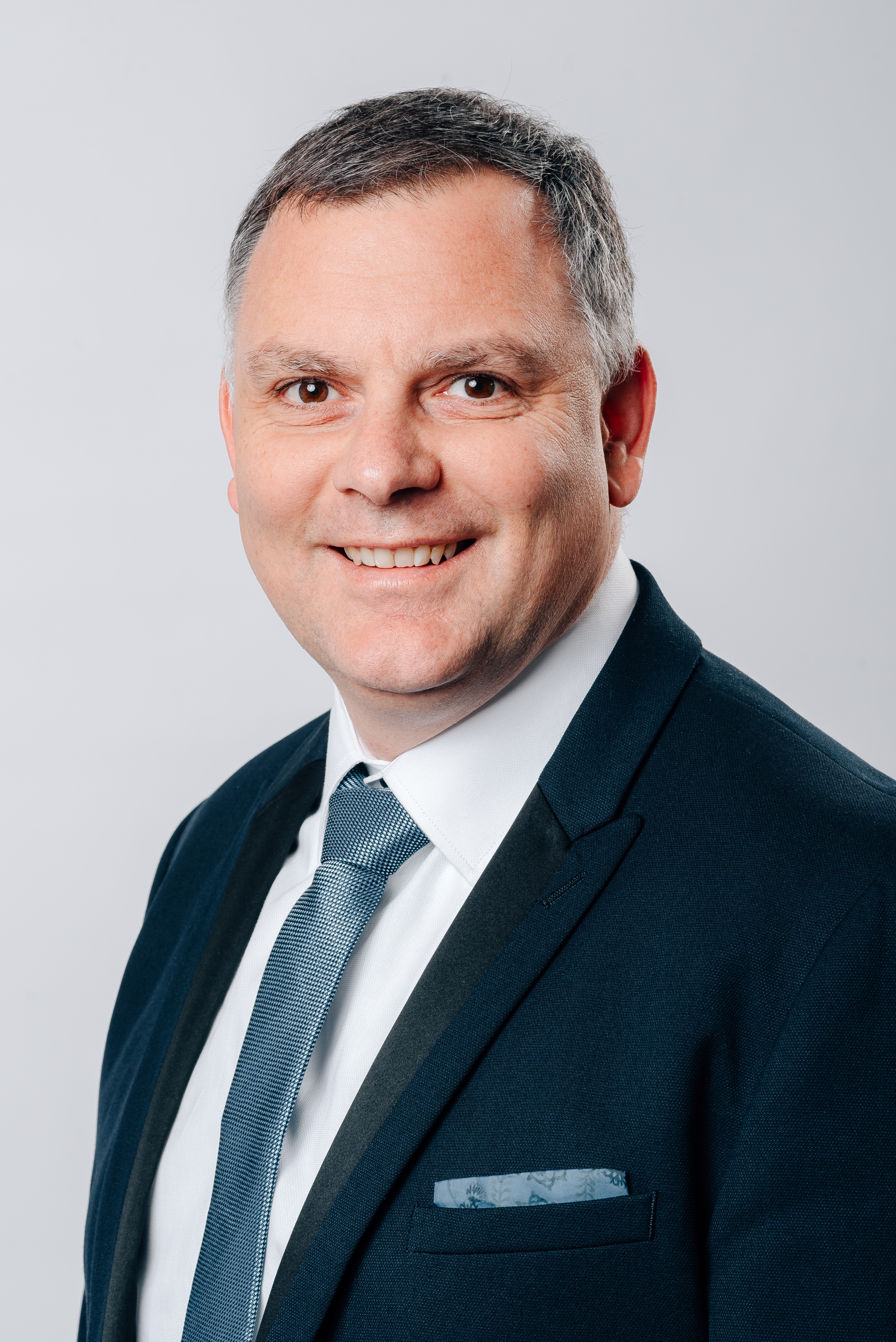
Der amtierende Bürgermeister Heiko Bäuerlein (CSU)

| Amtszeit  | Name                          | Anmerkungen |
| --------- | ----------------------------- | --- |
| 1816–1818 | Johann Heilmann               | im Amt bestätigt |
| 1818–1832 | Georg Hähnlein                | ab Oktober 1818 |
| 1832–1836 | Franz Karl Meisner            | ab November 1832 |
| 1836–1852 | Konrad Friderich              | |
| 1853–1859 | Johann Anton Burkard Jäcklein | 1. Januar 1853 – 31. März 1859                                                                                                   |
| 1859–1869 | Johann Adam Friderich         | Erste Amtszeit, 1. April 1859 – 31. Dezember 1869                                                                                |
| 1870–1875 | Josef Schmitt                 | 1. Januar 1870 – 31. Dezember 1875                                                                                               |
| 1876–1880 | Johann Adam Friderich         | Zweite Amtszeit, 1. Januar 1876 – 14. Januar 1880                                                                                |
| 1880–1887 | Sebastian Haupt               | 5. Februar 1880 – 31. Dezember 1887                                                                                              |
| 1888–1899 | Franz Thaddäus Leininger      | 1. Januar 1888 – 31. Dezember 1899                                                                                               |
| 1900–1905 | Johann Baptist Schmitt        | 1. Januar 1900 – 31. Dezember 1905, auch Landtagsabgeordneter im bayerischen Landtag                                             |
| 1906–1935 | Josef Wächter                 | 1. Januar 1906 – 31. März 1935, „Ehrenbürgermeister“ und Ehrenbürger der Stadt Volkach                                           |
| 1935–1945 | Josef Dittmann                | 2. Oktober 1935 – 15. April 1945, von der nationalsozialistischen Regierung eingesetzt                                           |
| 1945      | Georg Berz                    | Erste Amtszeit, 30. April 1945 – 28. Mai 1945, von der amerikanischen Militärregierung eingesetzt, Ehrenbürger der Stadt Volkach |
| 1945–1948 | Josef Michael Erb             | 29. Mai 1945 – 25. April 1948 |
| 1948–1970 | Georg Berz                    | Zweite Amtszeit, 25. April 1948 – 30. September 1970, CSU/Wählergemeinschaft, Ehrenbürger der Stadt Volkach                      |
| 1970–1990 | Friedrich Ruß                 | 1. Oktober 1970 – 30. April 1990, Ehrenbürger der Stadt Volkach, FWG Bayern                                                      |
| 1990–2002 | Karl Andreas Schlier          | 1. Mai 1990 – 30. April 2002, FWG Bayern                                                                                         |
| 2002–2020 | Peter Kornell                 | 1. Mai 2002 – 30. April 2020, FWG Bayern                                                                                         |
| seit 2020 | Heiko Bäuerlein               | seit 1. Mai 2020, CSU |